# 川上貢
川上 貢（かわかみ みつぐ、1924年9月6日 - 2012年3月20日）は、日本の建築史家。京都大学名誉教授。主に鎌倉時代から室町時代にかけての貴族住宅の研究である『日本中世住宅の研究』によって、書院造に到る寝殿造の変遷を解き明かした。

## 経歴
出生から修学期
1924年9月6日、大阪府大阪市に生まれた。1931年4月、東淀川区中津尋常高等小学校に入学。1936年、都島区都島小学校へ転校。1937年4月、大阪市立都島工業学校建築科に入学。しかし戦局の悪化にともなって1942年12月に繰り上げ卒業。
1943年4月、大阪理工科大学予科に進学。1945年4月、同学理工学部応用化学科に進学。しかし1946年3月に大阪理工科大学を退学し、京都帝国大学工学部建築学科に入学。在学中は村田治郎の薫陶を受けた。同期には大森健二、山田幸一がいた。1949年、同大学を卒業。卒業後は同大学大学院に特別研究生として在籍したが、1953年に工学研究科を退学。
建築史学研究者として
退学後、京都大学工学部講師に就いた。1955年、京都大学工学部助教授に昇格。1958年、学位論文『日本中世住宅の研究』を京都大学に提出して工学博士号を取得。1966年、京都大学工学部教授に昇格。1988年に京都大学を定年退官し、名誉教授となった。同年4月からは福井大学工学部教授として教鞭をとり、1990年に退任。1990年からは大阪産業大学工学部教授（1995年まで）。
学界では、1987年から1989年まで建築史学会会長を務めた。2012年3月20日、大阪府で肺炎のため死去。享年87歳。

### 委員・役員ほか
- 文化庁文化財保護審議会専門委員(1976年-1994年)[1][4]
- 財団法人京都市埋蔵文化財研究所所長(1994年)[1]
- 財団法人建築研究協会理事長(1998年-2006年）[1]

## 受賞・栄典
- 1959年：「日本中世住宅の研究」で日本建築学会賞(論文賞)を受賞[1]。
- 2003年：旭日中綬章を受章[1]。
- 2010年：「日本建築史に関する研究・教育と建築文化遺産保存活動の功績」で日本建築学会大賞を受賞[1]。

## 研究内容・業績
専門は建築史で日本建築史。近世の書院造より以前の住宅建築は実物遺構が現存しないが、歴史史料に現れる記述の分析を通じて鎌倉・室町時代の住宅建築の平面形式とその空間の具体的使われ方を解明しようとした。寝殿造から書院造に至る支配階級の住宅の変遷過程を初めて提示した学位請求論文『日本中世住宅の研究』はその後基本文献として評価されることとなった。

## 著作
著書
- 『金閣と銀閣』淡交社 1964

「北山殿と東山殿」
- 『日本中世住宅の研究』墨水書房 1967
- 『禅院の建築』河原書店 1968
- 『建築もののはじめ考』新建築社 1973

「紙障子と板戸」
- 『日本建築史論考』中央公論美術出版 1998
- 『建築指図を読む』中央公論美術出版 1988
- 『近世上方大工の組・仲間』思文閣出版 1997
- 『新訂・日本中世住宅の研究』中央公論美術出版 2002

## 参考資料
- 『日本美術年鑑』平成25年版,411頁.(東文研アーカイブス)